# Гудков, Евгений (певец)
Евге́ний Гудко́в (1947—2012) — советский эстрадный певец. Участник «ВИО-66» и вокально-инструментальных ансамблей (ВИА) «Коробейники», «Надежда», «Акварели».

## Биография

### Детство и юность
Евгений Гудков родился в 1947 году. В 1964—1968 году учился в музыкальном училище имени М. М. Ипполитова-Иванова на дирижёрско-хоровом отделении. Однокурсницей Гудкова по училищу и дирижёрско-хоровому отделению была Алла Пугачёва.

### «ВИО-66», ВИА «Москвичи»
С 1968 года после окончания музыкального училища Евгений Гудков работал в «ВИО-66». В 1971 году Валерий Дурандин пригласил Гудкова в вокально-инструментальный ансамбль (ВИА) «Москвичи», а уже Гудков предложил Георгию Мамиконову, работавшему с ним в «ВИО-66», перейти с ним вместе. «Москвичи» создавались под певца Олега Ухналёва и помимо вокалистов Гудкова и Мамиконова и бас-гитариста Дурандина в первый состав ансамбля вошли саксофонист Михаил Акопян, трубач Александр Соколовский, клавишник Виктор Шешунов, клавишник Владимир Кожевников, барабанщик Евгений Пырченков. В 1974 году Евгений Гудков записывался вместе с ВИА «Верные друзья» (бывший ВИА «Москвичи») по их приглашению на миньоне «Верные друзья» в качестве солиста в «Песне верных друзей».

### ВИА «Коробейники», ВИА «Надежда»

Евгений Гудков во время работы в ВИА «Надежда» с двумя вокалистками ансамбля: Людмила Барыкина, Друян, Ян Гальперин, Людмила Шабина, Евгений Гудков

Пел в вокально-инструментальном ансамбле «Коробейники», откуда примерно в середине 1976 года вместе с гитаристом Вячеславом Семёновым перешёл в ВИА «Надежда». Семёнов говорил о нём: «Женя Гудков был крепким солистом, но звёзд с неба не хватал». Людмила Шабина вспоминала о периоде работы Евгения Гудкова в ВИА «Надежда»: «Женя Гудков был такой красавчик! Когда он выходил на сцену, такой вальяжный и уверенный в себе, я даже робела. Он был профессионалом! А в жизни — простой советский парень». По свидетельству другого участника «Надежды», Евгения Печёнова, Гудков был в ансамбле «освобождённым вокалистом». В 1977 году Евгений Гудков ушёл из «Надежды» и вернулся в «Коробейники».

### ВИА «Акварели» (1981—1985)

ВИА «Акварели», первая половина 1980-х годов. Верхний ряд: Владимир Михайлов, Алексей Казанчев, Галина Крылова, Борис Овсянников, Владимир Ананьев, Валерий Павлов. Нижний ряд: Леонид Абрамов, Евгений Гудков, Юрий Романычев, Владимир Романюта

В 1981 году из вокального-инструментального ансамбля «Акварели» в ВИА «Голубые гитары» из-за бо́льших заработков перешёл вокалист Леонид Абрамов. Второй вокалист «Акварелей» Владимир Михайлов в это же время сходил на концерт «Коробейников», где пел его хороший знакомый Евгений Гудков:
Концерт произвёл удручающее впечатление. Ансамбль катился к развалу, часть музыкантов просто не пришла на концерт. Я зашёл за кулисы и увидел картину: музыканты орут друг на друга, ругаются. Я и предложил Жене Гудкову перейти в «Акварели». Но Женя пришёл не один, он прихватил с собой Юру Меньшова по кличке «Басила» и клавишный инструмент. Инструмент был фирменный (у нас был арендованный), и нам, конечно, был нужен. Ну, всех троих и взяли (смеётся). Женька много пел, а Юрке петь-то нечего было, у него был бас-профундо. По сути, он пел только фразу «У-а» в известной песне «Казачок» группы «Чингиз-хан».
Клавишник и аранжировщик «Акварелей» Юрий Романычев впоследствии вспоминал, что Гудков «вполне успешно пел соло, причём довольно трудные вещи». В 1985 году почти все ведущие музыканты «Акварелей», включая Евгения Гудкова, из ансамбля ушли.

### Последние годы
По свидетельству Владимира Михайлова, работавшего вместе с Евгением Гудковым в ВИА «Акварели», тот бросил музыку и стал водителем автобуса.
Умер в 2012 году.

## Песни (вокал)

### ВИА «Верные друзья» (приглашённый солист)
- Песня верных друзей (Тихон Хренников — Михаил Матусовский) — аранжировка Валерия Дурандина, соло-гитара Борис Пивоваров; песня была записана для миньона «Верные друзья» (1974)[4]

### ВИА «Надежда»
- Будет светлым наш путь (Роман Майоров — Андрей Дементьев)[10]
- Время моё (Игорь Якушенко — Юрий Каменецкий)[10]
- Время не ждёт (Александра Пахмутова — Николай Добронравов) — вокал совместно Людмила Барыкина, Евгений Гудков, Евгений Печёнов[6][10]
- Мне доверена песня (Георгий Мовсесян — Лев Ошанин)[10]
- Оксана (Георгий Мовсесян — Лев Ошанин)[10]
- Это ты, любовь (Роман Майоров — Владимир Харитонов)[6][10] (песню также исполнял Евгений Печёнов)[6][10]

### ВИА «Акварели»
- Просто надо любить (Зиновий Бинкин — Михаил Пляцковский) — дуэт с Владимиром Михайловым[9]